# Блочно-контейнерная автоматизированная электростанция
БКАЭС[уточнить] (блочно-контейнерная автоматизированная электростанция) предназначена для использования в качестве резервного или постоянного источника электроэнергии в удаленных местах и особенно в местах со сложными климатическими условиями.
БКАЭС — это блок в виде утепленного контейнера с размещенным в нем электроагрегатом и обслуживающими системами и устройствами.

## Варианты использования БКАЭС
- одноблочное — в качестве автономного источника электроэнергии.
- многоблочное (до 8 блоков) — в составе электростанции с автоматическим подключением энергоблоков параллельно к общим шинам системы электроснабжения объекта.
- двух и более блочное — в составе мини-теплоэлектростанции (мини-ТЭЦ) — комбинированного источника тепловой и электрической энергии.

Состав блочно-контейнерных модулей
- выполняются на основе дизельных и газопоршневых электроагрегатов российского и зарубежного производства.
- все контейнеры вписываются в железнодорожные габариты.
- основное исполнение — стационарное. Возможно передвижное исполнение в КУНГе.
- Монтажный проем и верхняя строповка при погрузочно-разгрузочных работах.
- Двери для обслуживающего персонала.
- Система автоматического регулирования температуры воздуха внутри контейнера.
- Система газовыхлопа, подкачки топлива и масла, слива охлаждающей жидкости, масла, топлива, конденсата и др.
- Система вентиляции.
- Система охранно-пожарной сигнализации.
- Статическое зарядное устройство.

## Контейнеры для БКАЭС
- Контейнер цельносварный, стальной и  снабором несущих и ограждающих конструкций.
- Стены контейнера должны быть изготовлены из стального профильного листа толщиной не менее 1,2 мм. Пол контейнера — герметичный.
- Вентиляционные проемы защищены стальной решеткой.
- Антикоррозийное покрытие.
- Изнутри контейнер должен быть отделан материалами 3-й степени огнестойкости российского и зарубежного производства.
- Контейнеры должны быть утеплены.